# Marcello Muccini
Marcello Muccini (Roma, 5 febbraio 1926 – Roma, 13 febbraio 1978) è stato un pittore italiano, esponente del realismo.

## Biografia
Marcello Muccini nacque a Roma nel 1926. Autodidatta, dimostrò fin da giovane grande abilità per il disegno e la pittura. 
Nel 1945, assieme ad altri coetanei incontrati al Liceo classico Giulio Cesare (tra gli cui Achille Perilli, Piero Dorazio, Mino Guerrini, Renzo Vespignani, Armando Buratti), diede vita al Gruppo Arte Sociale (scioltosi l'anno seguente per divergenze artistiche e politiche), e dopo breve fondò la Banda di Portonaccio, con gli amici Vespignani, Urbinati e Buratti: il gruppo si proponeva nell'ambito del realismo, di ritrarre i quartieri più popolari di Roma, tra cui il Portonaccio da cui il nome del gruppo. Esordirono nel 1946 con una mostra in Via Vittorio Veneto, chiamata Premio La Fabbrica, polemicamente organizzata per strada.
Negli anni successivi iniziò una lunga collaborazione con la Galleria dell'Obelisco di Roma, che gli organizzò varie personali. In quel periodo avviò un'intensa attività espositiva: nel 1949 vinse il Premio Saint Vincent con una Crocifissione, dal 1950 al 1956 partecipò a quattro edizioni della Biennale di Venezia (nel 1956 con una sala personale) e tra il 1949 e il 1961 espose più volte al Museum of Modern Art di New York. Tra il 1951 e il 1965 prese parte a quattro edizioni della Quadriennale di Roma (dove ricevette nel 1955 il Premio della Giunta provinciale di Roma per la pittura), che lo chiamò nel 1963 a partecipare alla mostra itinerante Contemporary Italian Paintings, ospitata in varie città australiane.
Nel 1950 sposò Leda Sughi, sorella dell'amico e collega Alberto Sughi, da cui ebbe due figli.
Nel 1957 fu tra i fondatori della rivista Città aperta, costituita da un gruppo di intellettuali iscritti al Partito Comunista Italiano: ne fu redattore insieme, tra gli altri, agli amici Attardi e Vespignani, fino alla chiusura dovuta alle critiche provenienti dai vertici del partito per le posizioni assunte dalla rivista.
Nel 1971 vinse il XIII Premio Vasto d’arte contemporanea con l'opera La Beccheria.
Morì a Roma al Policlinico Agostino Gemelli.

## Esposizioni e mostre (parizale)

### Collettive
- 1946: 
  - Mostra Arti figurative - GAS, Sede PSI via Molise, Roma
  - Premio La Fabbrica, via Vittorio Veneto, Roma
- 1949: 
  - Pittori del Portonaccio, Galleria dell'Obelisco, Roma
  - Twentieth Century Italian Art, Museum of Modern Art, New York
- 1950: XXV Biennale di Venezia, Sala 30 Sezione Italiana, Venezia
- 1951: 
  - VI Quadriennale nazionale d'arte di Roma, Palazzo delle Esposizioni, Roma
  - Danza, Circo, Music-Hall, Galleria dell'Obelisco, Roma
  - Modern Bible Illustration, Museum of Modern Art, New York
  - II Mostra L'arte contro la barbarie, Galleria di Roma, Roma
- 1952: 
  - XXVI Biennale di Venezia, Sala 21 Sezione Italiana, Venezia
  - Viaggio in Italia, Galleria dell'Obelisco, Roma
  - Jovenes y maestros en la pintura italiana de hoy, Punta del Este
- 1953: 
  - Mostra del disegno realista, Galleria Il Grifo, Torino
  - Strade d'Italia - Mostra del II premio di pittura "Esso", Palazzo delle Esposizioni, Roma
  - Twenty imaginary views of the American Scene by Twenty Young Italian Artists, Galleria dell'Obelisco, Roma
- 1954: 
  - Cagli, Muccini, Sughi, Galleria Il Pincio, Roma
  - XXVII Biennale di Venezia, Sala 21 Sezione Italiana, Venezia
- 1955: 
  - VII Quadriennale nazionale d'arte di Roma, Palazzo delle Esposizioni, Roma
  - XXVth Anniversary Exhibition: Paintings from the Museum Collection, Museum of Modern Art, New York
- 1956: Sette pittori romani, Galleria La Tartaruga, Roma
- 1958: Primo salone d'estate del formato zero, Galleria La Discothèque, Roma
- 1959: VIII Quadriennale nazionale d'arte di Roma, Palazzo delle Esposizioni, Roma
- 1960: 
  - XI Mostra nazionale Premio del fiorino: pittori italiani, scultori italiani e svizzeri, Galleria degli Uffizi, Firenze
  - Arte Italiana del XX Secolo da Collezioni Americane, Palazzo Reale, Milano
- 1961: Painting and Sculpture from the James Thrall Soby Collection, Museum of Modern Art, New York
- 1962: Il Dopoguerra - La pittura italiana: dal 1945 al 1955, Castello Estense, Ferrara
- 1963: Contemporary Italian Paintings, Mostra itinerante, Australia
- 1965: IX Quadriennale nazionale d'arte di Roma, Palazzo delle Esposizioni, Roma
- 1968: VI Biennale Romana: Rassegna delle Arti Figurative di Roma e del Lazio, Palazzo delle Esposizioni, Roma
- 1971: XIII Premio Vasto, Palazzo delle Esposizioni, Vasto
- 1991: Realismo esistenziale. Momenti di una vicenda dell'arte italiana 1955-1965, Palazzo della Permanente, Milano
- 1993: Pastimes in Prints, Museum of Modern Art, New York

### Personali
- 1951: Marcello Muccini, Dipinti e disegni, Galleria dell'Obelisco, Roma
- 1955: Marcello Muccini, Galleria dell'Obelisco, Roma
- 1956: XXVIII Biennale di Venezia, Mostre personali Sezione Italiana, Venezia
- 1957: Marcello Muccini, La danza, la musica , Galleria dell'Obelisco, Roma
- 1959: Vedute romanedi Marcello Muccini, Galleria Elmo, Roma
- 1964: Muccini, Galleria Russo, Roma
- 1966: Marcello Muccini, Galleria La Barcaccia, Roma
- 1968: La pittura come vita di Muccini, Galleria Russo, Roma
- 1997: Marcello Muccini. Una ritrovata presenza. 1926-1978, Pinacoteca comunale di Cesena, Cesena

## Opere nelle collezioni
- Il prete - 1946, pastello nero su carta, Harvard Art Museums, Cambridge, Stati Uniti
- Ragazza al bar - 1947, acquaforte, Yale University Art Gallery, New Haven, Stati Uniti
- Crocifissione - 1947, acquaforte, Yale University Art Gallery, New Haven, Stati Uniti
- Crocifissione - 1947, stampa, Detroit Institute of Arts, Detroit, Stati Uniti
- Donna con bicchiere di vino - 1947, stampa, Brooklyn Museum, New York, Stati Uniti
- Il toro - 1948, smalto su compensato, Museum of Modern Art, New York, Stati Uniti
- Campagna - 1951, carboncino su cartone, Palazzo del Quirinale, Roma
- Senza titolo - 1952, tecnica mista su carta, Raccolta d'arte CGIL, Roma
- Pescatori mediterranei - 1953, olio su tela, Detroit Institute of Arts, Detroit, Stati Uniti
- La beccheria - 1971, olio su tela, Collezione del Premio Vasto, Vasto